# Mojaviodes blanchardae
Mojaviodes blanchardae är en fjärilsart som beskrevs av Munroe 1972. Mojaviodes blanchardae ingår i släktet Mojaviodes och familjen Crambidae. Inga underarter finns listade i Catalogue of Life.